# Rollo Carpenter
Rollo Carpenter (1965) è un informatico britannico.
È il creatore di Jabberwacky e Cleverbot, software apprendisti d'Intelligenza artificiale. Carpenter ha lavorato come CTO (Chief Technical Officer) in un business d'avvio di software nella Silicon Valley, ma è poi ritornato in Gran Bretagna per lavorare a Icogno.
Come direttore amministrativo di Existor Ltd, Carpenter sta sviluppando Intelligenze Artificiali per intrattenimento, relazioni interpersonali, comunicazione ed educazione. Le sue entrate nell'IA, George e Joan, erano i numero 1 per Premio Loebner (2005) e (2006). Nel 2010 Carpenter ha vinto la gara “British Computer Society's Machine Intelligence Competition”.
Nel 2011, Cleverbot, un'IA conversatore apprendista, ha partecipato a un test di Turing accanto a degli umani, al festival Techniche 2011 all'“IIT Guwahati” in India, il 3 settembre. I risultati dei 1334 voti sono stati annunciati il 4 settembre 2011. Cleverbot è stato giudicato di essere al 59,3% umano, ben lontano dalle aspettative. Gli umani partecipanti hanno raggiunto appena il 63,3%.
“Questa è una figura piuttosto incredibile. È anche molto più di quello che mi aspettavo, o addirittura speravo” disse Rollo Carpenter durante una lettura al festival Techniche. “I risultati del test di ieri superano il 50%, e si potrebbe parlare di tutto questo per affermare che Cleverbot adesso ha superato il test di Turing, qua al Techniche 2011”.
Il modo in cui i volontari hanno conversato durante entrambi questi test ha raggiunto il livello di una “chiacchierata”, e il pubblico parve gradirlo.
In nessuno dei test c'è stato un grande lavoro di pensiero analitico, inteso come “rovinare” il bot, né sono stati fatti dei tentativi come quello di chiedere domande complesse che richiedono riposte logiche. Un test composto da questo genere di questioni genererebbe un diverso risultato.
Anche se è sulla strada, l'attuale Cleverbot non è progettato per sostenere questa logica, ma per imitare conversazioni umane.
La richiesta di un attuale passaggio sarebbe ambigua e aprirebbe un eterno dibattito.
Il risultato del festival “Technice 2011” è stato che Cleverbot si è avvicinato tanto al diventare un “partecipante conversante” del Turing Test. È stato sufficientemente rigoroso in questo per essere un valido risultato.
Rollo è fratello di Merlin Carpenter, un artista.